# Thine Eyes Bleed
Thine Eyes Bleed est un groupe canadien de thrash metal, originaire de London, en Ontario.

## Histoire
Thine Eyes Bleed participe à une tournée américaine en 2004 et sort son premier album In the Wake of Separation en 2005. Le frère de Johnny Araya, Tom Araya, est le bassiste et chanteur du groupe de thrash metal Slayer. Les deux groupes ont participé à la tournée The Unholy Alliance de 2006, aux côtés de Lamb of God, Mastodon et Children of Bodom, ainsi qu'à la tournée canadienne de 2007.
En avril 2008, Thine Eyes Bleed sort son deuxième album, Thine Eyes Bleed,. Thine Eyes Bleed était géré par les parents de Morgan et Mercedes Lander. Leur père Dave Lander décède d'une crise cardiaque le 2 août 2008.
En 2016, Justin Wolfe devient chef cuisinier et ouvre son propre restaurant avec son frère Gregg.

## Discographie
- 2005 : In the Wake of Separation
- 2008 : Thine Eyes Bleed
- 2011 : The Embers Rise